# Stenimantia carfbonaria
Stenimantia carfbonaria är en tvåvingeart som först beskrevs av Philippi 1865.  Stenimantia carfbonaria ingår i släktet Stenimantia och familjen vapenflugor. Inga underarter finns listade i Catalogue of Life.